# 1967–1968-as bajnokcsapatok Európa-kupája
A bajnokcsapatok Európa-kupája 13. szezonja. Ebben a szezonban már alkalmazták az idegenben lőtt gól szabályát, ami azt jelentette, hogy ha a 2. mérkőzés után is döntetlen az összetett állás, akkor az a csapat jut tovább amely vendégként több gólt szerez. A kupát az angol Manchester United nyerte. Az SL Benfica elleni döntőt az angol Wembley Stadionban játszották 1968. május 28-án.

## Eredmények

### 1. forduló
| 1. csapat               | Össz. | 2. csapat       | 1. mérk. | 2. mérk. |
| ----------------------- | ----- | --------------- | -------- | -------- |
| Olimbiakósz Lefkoszíasz | 3–5   | FK Sarajevo     | 2–2      | 1–3      |
| Manchester United       | 4–0   | Hibernians      | 4–0      | 0–0      |
| Celtic FC               | 2–3   | Gyinamo Kijev   | 1–2      | 1–1      |
| Górnik Zabrze           | 4–0   | Djurgården      | 3–0      | 1–0      |
| FC Basel                | 4–5   | Hvidovre        | 1–2      | 3–3      |
| Ajax                    | 2–3   | Real Madrid     | 1–1      | 1–2      |
| Skeid                   | 1–2   | Sparta Praha    | 0–1      | 1–1      |
| Karl-Marx-Stadt         | 2–5   | Anderlecht      | 1–3      | 1–2      |
| Dundalk                 | 1–9   | Vasas           | 0–1      | 1–8      |
| Valur                   | 4–41  | Jeunesse Esch   | 1–1      | 3–3      |
| Glentoran               | 1–12  | SL Benfica      | 1–1      | 0–0      |
| Saint-Étienne           | 5–0   | KuPS            | 2–0      | 3–0      |
| Beşiktaş JK             | 0–4   | Rapid Wien      | 0–1      | 0–3      |
| Olimbiakósz             | 0–2   | Juventus        | 0–0      | 0–2      |
| Botev Plovdiv           | 2–3   | Rapid Bucureşti | 2–0      | 0–3      |

1A Valur csapata jutott tovább, idegenben lőtt több góllal.

2Az SL Benfica csapata jutott tovább, idegenben lőtt góllal.
- A KS Dinamo Tirana nem állt ki a mérkőzésre így az NSZK-s Eintracht Braunschweig léphetett tovább a következő körbe.

### 2. forduló (Nyolcaddöntő)
| 1. csapat     | Össz. | 2. csapat              | 1. mérk. | 2. mérk. |
| ------------- | ----- | ---------------------- | -------- | -------- |
| FK Sarajevo   | 1–2   | Manchester United      | 0–0      | 1–2      |
| Gyinamo Kijev | 2–3   | Górnik Zabrze          | 1–2      | 1–1      |
| Hvidovre      | 3–6   | Real Madrid            | 2–2      | 1–4      |
| Sparta Praha  | 6–5   | Anderlecht             | 3–2      | 3–3      |
| Vasas         | 11–1  | Valur                  | 6–0      | 5–1      |
| SL Benfica    | 2–1   | Saint-Étienne          | 2–0      | 0–1      |
| Rapid Wien    | 1–2   | Eintracht Braunschweig | 1–0      | 0–2      |
| Juventus      | 1–0   | Rapid Bucureşti        | 1–0      | 0–0      |

### Negyeddöntő
| 1. csapat              | Össz. | 2. csapat     | 1. mérk. | 2. mérk. |
| ---------------------- | ----- | ------------- | -------- | -------- |
| Manchester United      | 2–1   | Górnik Zabrze | 2–0      | 0–1      |
| Real Madrid            | 4–2   | Sparta Praha  | 3–0      | 1–1      |
| Vasas                  | 0–3   | SL Benfica    | 0–0      | 0–3      |
| Eintracht Braunschweig | 3–31  | Juventus      | 3–2      | 0–1      |

1A Juventus egy harmadik mérkőzésen 1–0-ra legyőzte az Eintracht Braunschweig csapatát, így továbbjutott a következő körbe.

### Elődöntő
| 1. csapat         | Össz. | 2. csapat   | 1. mérk. | 2. mérk. |
| ----------------- | ----- | ----------- | -------- | -------- |
| Manchester United | 4–3   | Real Madrid | 1–0      | 3–3      |
| SL Benfica        | 3–0   | Juventus    | 2–0      | 1–0      |

### Döntő
| 1968. május 28. | Manchester United                  | 4–1 (h.u.) | SL Benfica | Wembley Stadion (London) Nézőszám: 92,225 v.: Lo Bello (Olaszország) |
| 1968. május 28. | Charlton 53' 99' Best 93' Kidd 94' | (0–0)      | Graça 75'  | Wembley Stadion (London) Nézőszám: 92,225 v.: Lo Bello (Olaszország) |

| Az 1967–68-as bajnokcsapatok Európa-kupájának győztese |
| Manchester United 1. cím                               |
| ← 1966–67 Celtic FC                                    |
| AC Milan 1968–69 →                                     |